# Lucien Deboudt
Lucien Deboudt, né le 21 mars 1884 à Oisemont (Somme) et mort le 23 octobre 1974 à Dieppe (Seine-Maritime), est un homme politique français.

## Biographie
Ancien combattant de la Première Guerre mondiale, sont il sort avec le grade de capitaine, et de la Seconde Guerre mondiale, Lucien Deboudt est titulaire de la croix de guerre et de la médaille des évadés.
Représentant en vins et spiritueux, il entame une carrière politique en se présentant, en vain, aux municipales de Dieppe en 1947.
En 1951, il est candidat en quatrième position sur la liste modérée menée par le maire du Havre Pierre Courant pour les élections législatives en Seine-Inférieure. Grâce au large apparentement des listes des partis de la troisième force, il est élu député.
Siégeant au groupe des Républicains indépendants, il est secrétaire (1953) puis vice-président (1954) de la commission des armées. Il est aussi membre de la commission ad hoc sur les simplifications institutionnelles.
À la Chambre, il se fait le défenseur et le porte-parole des gendarmes, dont il réclame une amélioration de la situation.
En 1956, il prend la tête d'une liste de centre-droit, présentée comme « Républicaine radicale », mais n'est pas réélu.
Il abandonne alors la vie politique.